# Maria Theresia Borrekens
Maria Theresia Borrekens (1728–1797), foi uma impressora. Ela foi gerente da famosa Plantin Press em Antuérpia em 1765-1797. Ela era viúva de Franciscus Joannes Moretus e mãe de Jacob Paul Moretus. Ela era a gerente da empresa Plantin depois de seu falecido esposo.